# São João das Lampas
São João das Lampas ist ein Ort und eine ehemalige Gemeinde (Freguesia) im portugiesischen Kreis (Concelho) von Sintra. Die Gemeinde hatte 11.397 Einwohner (Stand 30. Juni 2011).
Im Zuge der Gebietsreform vom 29. September 2013 wurden die Gemeinden São João das Lampas und Terrugem zur neuen Gemeinde União das Freguesias de São João das Lampas e Terrugem zusammengeschlossen. São João das Lampas ist Sitz dieser neu gebildeten Gemeinde.

## Persönlichkeiten
- Gonçalo Paulino (* 1998), Fußballspieler